# ФК „Тотнъм Хотспър“
„Тотнъм Хотспър“ (на английски: Tottenham Hotspur Football Club) е английски футболен клуб от Северен Лондон с прозвище Spurs (Шпорите). Основан е през 1882 г., професионален статут придобива през 1895 г. От 1898 г. е акционерно дружество. За сега отборът играе домакинските си срещи на стадион „Тотнъм Хотспър Стейдиъм“ в Лондон. Играе с бели фланелки, тъмносини шорти и тъмносини чорапи.
Девизът на клуба е Audere est Facere (лат: „Да дръзнеш значи да го направиш“), (на английски: „To Dare Is To Do“), а емблемата изобразява боен петел стъпил върху футболна топка. Клубът има дългогодишна вражда със съседите си Арсенал, а срещите между тях са известни като Дербито на Северен Лондон.

## История
Хотспър Футбол Клъб („Hotspur Football Club“) е създаден през 1882 г. от ученици по богословие към църквата „Вси Светии“, членове също и на отбора по крикет Хотспър Крикет Клъб. Името Хотспър идва от Сър Хенри Пърси, с прякор Сър Хари Хотспър – Хари „горещата шпора“, герой от пиесата на Шекспир Хенри IV, който живял в този район през 14 век. През 1884 г. клубът е преименуван на „Тотнъм Хотспър Футбол енд Атлетик Клъб“ (Tottenham Hotspur Football and Athletic Club), за да не се бърка с друг клуб – „Лондон Хотспър“ (London Hotspur).
Първият екип на отбора е тъмно син, после се променя на светло сини фланелки и бели гащета, после червени фланелки и тъмно сини гащета, после в жълто кафяви фланелки и черни гащета и накрая в бели фланелки и тъмно сини гащета.
През 1888 г. Тотнъм преместват домакинските си срещи от „Тотнъм Маршис“ (Tottenham Marshes) в „Нортъмбърланд Парк“ (Northumberland Park), където вече може да се продават билети за вход. Точно преди Коледа на 1895 г. клубът става професионален и са приети в Южната Лига, а на мачовете присъстват почти 15 000 зрители. Чарлз Робъртс става президент през 1898 г. и остава на този пост до 1943 г.
През 1899 г. клубът се премества на „Хай Роуд“, малко по-късно преименуван на „Уайт Харт Лейн“.
През 1900 г. Тотнъм печели Южната лига, а следващата годиа и FA Challenge Cup и става първият отбор извън лигата, постигнал такъв успех от основаването на Футболната лига.
Тотнъм влизат във Втора Дивизия на Футболната Лига за сезон 1908 – 09 и още следващия сезон – в Първа Дивизия. През 1910 – 11 и по време на Първата световна война отборът не се представя добре и завършва последен в Първа Дивизия през сезон 1914 – 15, когато първенството е прекратено.
Когато през 1919 г. първенството е подновено, Първа Дивизия е увеличена от 20 на 22 отбора. Едно от тези две допълнителни места се дава на 19-ия – Челси. Другото се дава на Арсенал, които са 5-и във Втора Дивизия, вместо на третия във Втора Дивизия Барнзли или на Тотнъм. Това решение се взема след доста съмнително гласуване и е една от причините за омразата между двата клуба. Друга причина за враждата е преместването на Арсенал от крайните южни квартали на Лондон, в непосредствена близост до района на Тотнъм 6 години по-рано.
Но въпреки несправедливото изхвърляне от Първа Дивизия, Тотнъм се завръщат още следващия сезон (1919 – 20) и на 23 април 1921 г. за втори път печелят ФА Къп побеждавайки Улвърхямптън с 1:0 на „Стамфорд Бридж“.
През 1922 г. Тотнъм завършват втори след Ливърпул, но след това започва спад в играта им и през 1928 г. отпадат от Първа Дивизия и остават във Втора Дивизия през идните години до повторното прекратяване на първенството през 1939 г. заради Втората световна война.
През 1949 г. треньор е Артър Роу, който въвежда нова тактика на игра – „едно – две“. Тотнъм се връща в Първа Дивизия през 1951 г. и става шампион.

## Състав

### Настоящ състав
Към 10 юли 2025 г.

## Успехи
- Първа английска дивизия (след 1992 г. се нарича Висша лига) – 2 пъти
1950/51, 1960/61

- ФА Къп – 8 пъти
1901, 1921, 1961, 1962, 1967, 1981, 1982, 1991

- Купа на лигата – 4 пъти
1971, 1973, 1999, 2008

- Къмюнити Шийлд – 7 пъти
1921, 1951, 1961, 1962, 1967, 1981, 1991

- Купа на носителите на купи – 1 път
1962/63

- Купа на УЕФА / Лига Европа – 3 пъти
1971/72, 1983/84, 2024/25

- Ауди къп:
  -  Носител (1): 2019

- Тайгър къп:
  -  Носител (1): 2023

## Известни играчи
- Димитър Бербатов
- Стефан Иверсен
- Мартин Чивърс
- Стийв Перимън
- Клайв Алън
- Глен Ходъл
- Гари Линекер
- Пол Гаскойн
- Джими Грийвз
- Пат Дженингз
- Едгар Давидс
- Теди Шерингам
- Кристиан Циге
- Майкъл Карик
- Юрген Клинсман
- Тери Венейбълс
- Давид Жинола
- Крис Уодъл
- Стив Арчибалд
- Освалдо Ардилес
- Рикардо Виля
- Рей Клемънс
- Роби Кийн
- Лес Фърдинанд
- Дарън Андъртън
- Гари Мабът
- Гарет Бейл
- Лука Модрич
- Хари Кейн

## Български футболисти
- Димитър Бербатов: 2006/08 - (70 мача - 27 гола)

## Треньори
- 1898 Франк Бритъл
- 1899 Джон Камерън
- 1907 Фред Киркхъм
- 1912 Питър Мъкуилиам
- 1927 Били Минтър
- 1930 Перси Смит
- 1935 Уоли Хардинч (C)
- 1935 Джак Трисадърн
- 1938 Питър Мъкуилиам
- 1942 Артър Търнър
- 1946 Джо Хълм
- 1949 Артър Роуи
- 1955 Джими Андерсън
- 1958 Бил Никълсън
- 1974 Тери Найъл
- 1976 Кейт Бъркиншоу
- 1984 Питър Шрийвс
- 1986 Дейвид Плийт
- 1987 Тревор Хартли и Дъг Ливърмор (C)
- 1987 Тери Венейбълс
- 1991 Питър Шрийвс
- 1992 Дъг Ливърмор и Рей Клемънс (FTC)
- 1993 Освалдо Ардилес
- 1994 Стив Перимън (C)
- 1994 Джери Франсис
- 1997 Крис Хютън (C)
- 1997 Кристиан Грос
- 1998 Дейвид Плийт (C)
- 1998 Джордж Греъм
- 2001 Дейвид Плийт (C)
- 2001 Глен Ходъл
- 2003 Дейвид Плийт (C)
- 2004 Жак Сантини
- 2004 Мартин Йол
- 2007 Клайв Алън (C)
- 2007 Хуанде Рамос
- 2008 Хари Реднап
- 2012 Андре Вилаш-Боаш
- 2013 Тим Шерууд
- 2014 Маурисио Почетино
- 2019 Жозе Моуриньо
- 2021 Райън Мейсън (C)
- 2021 Нуно Ешпирито Санто
- 2021 Антонио Конте

## Играчи на годината
- От 1987 г.
- 1987 – Гари Мабът
- 1988 – Крис Уодъл
- 1989 – Ерик Торствед
- 1990 – Пол Гаскойн
- 1991 – Пол Алън
- 1992 – Гари Линекер
- 1993 – Дарън Андертън
- 1994 – Юрген Клинсман
- 1995 – Теди Шерингам
- 1996 – Сол Кямпбъл
- 1997 – Сол Кямпбъл
- 1998 – Давид Жинола
- 1999 – Стивън Кар
- 2000 – Стивън Кар
- 2001 – Нил Съливан
- 2002 – Саймън Дейвис
- 2003 – Роби Кийн
- 2004 – Джърмейн Дефоу
- 2005 – '06 Роби Кийн
- 2006 – '07 Димитър Бербатов
- 2007 – '08 Роби Кийн
- 2008 – '09 Аарън Ленън
- 2009 – '10 Майкъл Доусън
- 2010 – '11 Гарет Бейл